# Australian Open 2008
De 96e editie van het Australische grandslamtoernooi, het Australian Open 2008, werd gehouden van 14 tot en met 27 januari 2008. Voor de vrouwen was het de 82e editie. Het werd in het Melbourne Park te Melbourne gespeeld.

## Enkelspel

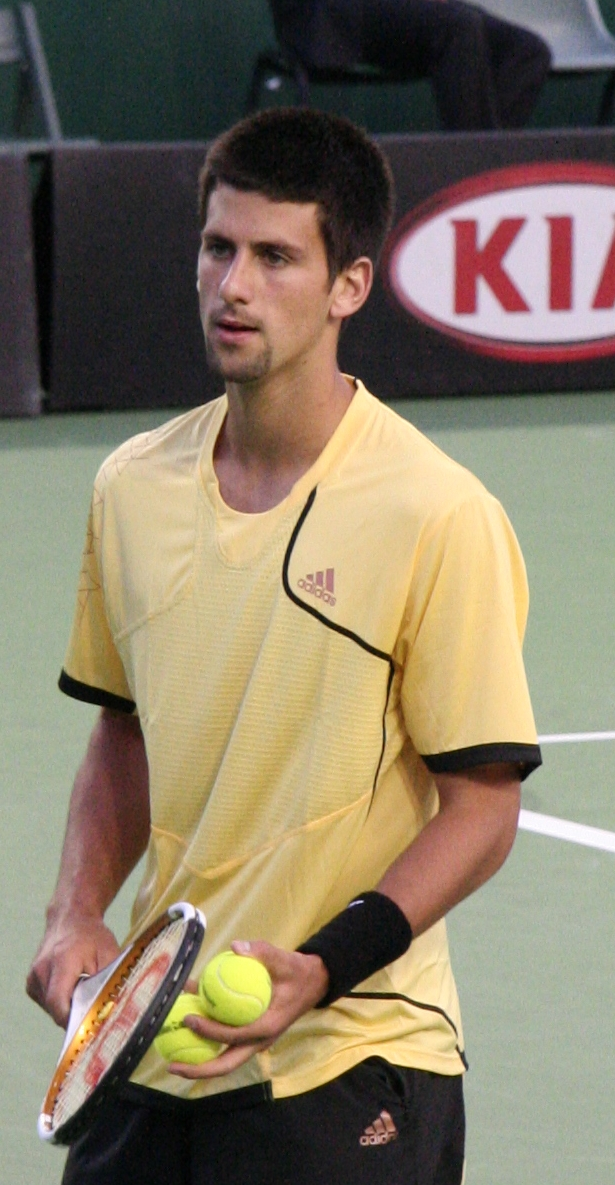
Novak Đoković, winnaar bij de mannen

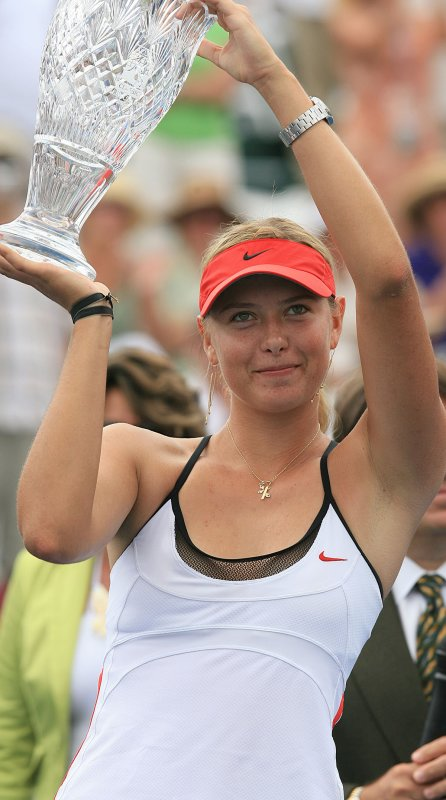
Maria Sjarapova, winnares bij de vrouwen

### Mannen
Bij de mannen won de als derde geplaatste Serviër Novak Đoković in vier sets van de Franse revelatie Jo-Wilfried Tsonga. Hiermee won hij zijn allereerste grandslamtitel.

### Vrouwen
De als vijfde geplaatste Russin Maria Sjarapova won het toernooi voor de eerste keer door in de finale de als vierde geplaatste Servische Ana Ivanović met 7-5, 6-3 te verslaan. Hiermee won Sjarapova haar derde grandslamtitel.

## Dubbelspel

### Mannen
De als achtste geplaatste Israëlieten Jonathan Erlich en Andy Ram wonnen het toernooi door in de finale de als zevende geplaatste Fransen Arnaud Clément en Michaël Llodra met 7-5, 7-6 te verslaan.

### Vrouwen
De ongeplaatste Oekraïense zussen Alyona en Kateryna Bondarenko wonnen het toernooi door in de finale de als twaalfde geplaatste Viktoryja Azarenka (Wit-Rusland) en Shahar Peer (Israël) met 2-6, 6-1, 6-4 te verslaan.

### Gemengd
De als vijfde geplaatste Chinese Sun Tiantian en de Serviër Nenad Zimonjić wonnen het toernooi door in de finale het ongeplaatste Indiase duo Sania Mirza en Mahesh Bhupathi met 7-6, 6-4 te verslaan.

## Belgische deelnemers

### Enkelspel

#### Mannen
Bij de mannen waren Steve Darcis, Xavier Malisse, Olivier Rochus en Kristof Vliegen direct geplaatst voor het hoofdtoernooi. Via het kwalificatietoernooi voegden zich geen landgenoten toe. Vliegen haalde als enige de tweede ronde.
- Steve Darcis
  - 1e ronde: verslagen door Lleyton Hewitt (Australië) (nr. 19) met 0-6, 2-6, 0-6
- Xavier Malisse
  - 1e ronde: verslagen door Dmitri Toersoenov (Rusland) (nr. 32) met 7-6, 7-5, 2-6. 1-6, 3-6
- Olivier Rochus
  - 1e ronde: verslagen door Sam Querrey (Verenigde Staten) met 3-6, 2-6, 5-7
- Kristof Vliegen
  - 1e ronde: versloeg Olivier Patience (Frankrijk) met 6-0, 6-1, 7-6
  - 2e ronde: verslagen door Igor Andrejev (Rusland) (nr. 31) met 5-7, 5-7, 2-6

#### Vrouwen
Bij de vrouwen was Justine Henin als eerste geplaatst. Via het kwalificatietoernooi voegden zich geen landgenoten toe. Henin haalde de kwartfinale waarin ze verloor van de latere winnares Maria Sjarapova.
- Justine Henin (nr. 1)
  - 1e ronde: versloeg Aiko Nakamura (Japan) met 6-2, 6-2
  - 2e ronde: versloeg Olga Poetsjkova (Rusland) met 6-1, 7-5
  - 3e ronde: versloeg Francesca Schiavone (Italië) (nr. 25) met 7-5, 6-4
  - achtste finale: versloeg Hsieh Su-wei (Chinees Taipei) (qualifier) met 6-2, 6-2
  - kwartfinale: verslagen door Maria Sjarapova (Rusland) (nr. 5) met 6-4, 6-0

### Dubbelspel
In het dubbelspel deden alleen Belgen mee bij het mannentoernooi. Kristof Vliegen haalde als enige de tweede ronde. Malisse, Darcis en Olivier Rochus overleefden de eerste ronde niet.

#### Mannendubbelspel
- Kristof Vliegen en zijn Zwitserse partner Yves Allegro
  - 1e ronde: versloegen Harel Levy en Dudi Sela (Israël) met 6-3, 7-5
  - 2e ronde: verslagen door Mahesh Bhupathi (India) en Mark Knowles (Bahama's) (nr. 6) met 1-6, 4-6
- Xavier Malisse en zijn Amerikaanse partner Hugo Armando
  - 1e ronde: verslagen door Marc Gicquel en Fabrice Santoro (Frankrijk) met 4-6, 3-6
- Steve Darcis met zijn landgenoot Olivier Rochus
  - 1e ronde: verslagen door František Čermák en Lukáš Dlouhý (Tsjechië) (nr. 9) met 2-6, 3-6
- Olivier Rochus met zijn landgenoot Steve Darcis
  - 1e ronde: verslagen door František Čermák en Lukáš Dlouhý (Tsjechië) (nr. 9) met 2-6, 3-6

#### Vrouwendubbelspel
Geen deelnemers

#### Gemengd dubbelspel
Geen deelnemers

## Nederlandse deelnemers

### Enkelspel

#### Mannen
Er waren geen Nederlandse mannen direct geplaatst voor het hoofdtoernooi. Robin Haase bereikte het hoofdtoernooi via het kwalificatietoernooi. Hij haalde de tweede ronde.
- Robin Haase
  - 1e ronde: versloeg Ivan Ljubičić (Kroatië) (nr. 17) met 6-7, 6-3, 6-0, 7-6
  - 2e ronde: verslagen door Sébastien Grosjean (Frankrijk) met 6-4, 4-6, 0-6, 7-6 4-6

#### Vrouwen
Van de Nederlandse dames was alleen Michaëlla Krajicek direct geplaatst voor het hoofdtoernooi. Ze werd in de eerste ronde uitgeschakeld.
- Michaëlla Krajicek
  - 1e ronde: verslagen door Akiko Morigami (Japan) met 2-6, 2-6

### Dubbelspel
In het dubbelspel deden Rogier Wassen (mannen en gemengddubbel) en Michaëlla Krajicek (vrouwen) mee. Wassen haalde de derde ronde bij de mannen en de tweede ronde in het gemengd dubbel. Krajicek verloor haar eerste wedstrijd bij de vrouwen.

#### Mannendubbelspel
- Rogier Wassen met zijn Duitse partner Christopher Kas (nr. 15)
  - 1e ronde: versloegen Samuel Groth en Joseph Sirianni (Australië) met 6-3, 6-7, 6-3
  - 2e ronde: versloegen Lee Hyung-taik (Zuid-Korea) en Florent Serra (Frankrijk) met 6-1, 6-2
  - 3e ronde: verslagen door Daniel Nestor (Canada) en Nenad Zimonjić (Servië) met 4-6, 4-6

#### Vrouwendubbelspel
- Michaëlla Krajicek met haar Poolse partner Agnieszka Radwańska
  - 1e ronde: verslagen door Hsieh Su-wei (Chinees Taipei) en Alla Koedrjavtseva (Rusland) met 6-4, 4-6, 4-6

#### Gemengd dubbelspel
- Rogier Wassen met zijn Franse partner Virginie Razzano
  - 1e ronde: versloegen Monique Adamczak en Stephen Huss (Australië) met 6-4, 6-2
  - 2e ronde: verslagen door Chan Yung-jan (Chinees Taipei) en Eric Butorac (Verenigde Staten) met 6-1, 5-7, 5-10

## Overige winnaars

#### Junioren, jongensenkelspel
Bernard Tomic (Australië) versloeg in de finale Yang Tsung-hua (Taiwan) met 4-6, 7-6, 6-0

#### Junioren, meisjesenkelspel
Arantxa Rus (Nederland) versloeg in de finale Jessica Moore (Australië) met 6-3, 6-4

#### Junioren, jongensdubbelspel
Hsieh Cheng-peng (Taiwan) en Yang Tsung-hua (Taiwan) versloegen in de finale Vasek Pospisil (Canada) en César Ramírez (Mexico) met 3-6, 7-5, [10-5]

#### Junioren, meisjesdubbelspel
Ksenia Lykina (Rusland) en Anastasija Pavljoetsjenkova (Rusland) versloegen in de finale Elena Bogdan (Roemenië) en Misaki Doi (Japan) met 6-0, 6-4

#### Rolstoel, mannenenkelspel
Shingo Kunieda (Japan) versloeg in de finale Michaël Jérémiasz (Frankrijk) met 6-1, 6-4

#### Rolstoel, vrouwenenkelspel
Esther Vergeer (Nederland) versloeg in de finale Korie Homan (Nederland) met 6-3, 6-3

#### Rolstoel, mannendubbelspel
Shingo Kunieda (Japan) en Satoshi Saida (Japan) versloegen in de finale Robin Ammerlaan (Nederland) en Ronald Vink (Nederland) met 6-4, 6-3

#### Rolstoel, vrouwendubbelspel
Jiske Griffioen (Nederland) en Esther Vergeer (Nederland) versloegen in de finale Korie Homan (Nederland) en Sharon Walraven (Nederland) met 6-3, 6-1

#### Rolstoel, enkelspel quad
Peter Norfolk (VK) versloeg in de finale David Wagner (VS) met 6-2, 6-3

#### Rolstoel, dubbelspel quad
Nick Taylor (VS) en David Wagner (VS) versloegen in de finale Sarah Hunter (Canada) en Peter Norfolk (VK) met 5-7, 6-0, [10-3]

## Kwalificatietoernooi (enkelspel)
Aan het hoofdtoernooi (enkelspel) doen bij de mannen en vrouwen elk 128 tennissers mee. De 104 beste spelers van de wereldranglijst die zich inschrijven zijn automatisch geplaatst. Acht spelers krijgen van de organisatie een wildcard. Voor de overige tennissers resteren er dan nog 16 plaatsen in het hoofdtoernooi en deze plaatsen worden via het kwalificatietoernooi ingevuld. Aan dit kwalificatietoernooi doen nog eens 128 mannen en vrouwen mee.
Via het kwalificatietoernooi probeerden de volgende Belgen en Nederlanders plaatsing op het hoofdtoernooi af te dwingen:

### Belgen op het kwalificatietoernooi
Alleen Christophe Rochus deed mee aan de kwalificatie. Hij werd in de eerste ronde uitgeschakeld.
- Christophe Rochus
  - 1e ronde: verslagen door Aleksandr Koedrjavtsev (Rusland) met 4-6, 4-6

Van de Belgische vrouwen deed alleen Yanina Wickmayer mee. Ze haalde de tweede ronde.
- Yanina Wickmayer
  - 1e ronde: versloeg Sandy Gumulya (Indonesië) met 6-2, 6-1
  - 2e ronde: verslagen door Katie O'Brien (Groot-Brittannië) (nr. 15) met 6-4, 3-6, 6-8

### Nederlanders op het kwalificatietoernooi
Drie Nederlandse heren deden mee aan het kwalificatietoernooi. Robin Haase haalde het hoofdtoernooi.
- Robin Haase (nr. 1)
  - 1e ronde: versloeg Go Soeda (Japan) met 6-2, 7-5
  - 2e ronde: versloeg Julian Reister (Duitsland) met 7-6, 6-3
  - 3e ronde: versloeg Simon Stadler (Duitsland) met 6-2, 7-5
- Jesse Huta Galung
  - 1e ronde: versloeg Phillip King (Verenigde Staten) met 6-4, 7-5
  - 2e ronde: verslagen door Wayne Odesnik (Verenigde Staten) (nr. 11) met 3-6, 0-6
- Matwé Middelkoop
  - 1e ronde: versloeg Paolo Lorenzi (Italië) met 6-2, 6-4
  - 2e ronde: versloeg Federico Luzzi (Italië) (nr. 23) met 6-3, 7-6
  - 3e ronde: verslagen door Viktor Troicki (Servië) (nr. 13) met 5-7, 6-3, 6-2

Bij de dames deden geen Nederlanders mee.

## Uitzendrechten
De Australian Open was in Nederland en België te zien op Eurosport. Eurosport zond de Australian Open uit via de lineaire sportkanalen Eurosport 1 en Eurosport 2 en via de online streamingdienst, de Eurosport Player.
1905 · 1906 · 1907 · 1908 · 1909 · 1910 · 1911 · 1912 · 1913 · 1914 · 1915 · 1916–1918 · 1919 · 1920 · 1921 · 1922 · 1923 · 1924 · 1925 · 1926 · 1927 · 1928 · 1929 · 1930 · 1931 · 1932 · 1933 · 1934 · 1935 · 1936 · 1937 · 1938 · 1939 · 1940 · 1941–1945 · 1946 · 1947 · 1948 · 1949 · 1950 · 1951 · 1952 · 1953 · 1954 · 1955 · 1956 · 1957 · 1958 · 1959 · 1960 · 1961 · 1962 · 1963 · 1964 · 1965 · 1966 · 1967 · 1968
↓ open tijdperk ↓
1969 (m-v-md-vd-gd) · 1970 (m-v-md-vd) · 1971 (m-v-md-vd) · 1972 (m-v-md-vd) · 1973 (m-v-md-vd) · 1974 (m-v-md-vd) · 1975 (m-v-md-vd) · 1976 (m-v-md-vd) · jan 1977 (m-v-md-vd) · dec 1977 (m-v-md-vd) · 1978 (m-v-md-vd) · 1979 (m-v-md-vd) · 1980 (m-v-md-vd) · 1981 (m-v-md-vd) · 1982 (m-v-md-vd) · 1983 (m-v-md-vd) · 1984 (m-v-md-vd) · 1985 (m-v-md-vd) · 1986 · 1987 (m-v-md-vd-gd) · 1988 (m-v-md-vd-gd) · 1989 (m-v-md-vd-gd) · 1990 (m-v-md-vd-gd) · 1991 (m-v-md-vd-gd) · 1992 (m-v-md-vd-gd) · 1993 (m-v-md-vd-gd) · 1994 (m-v-md-vd-gd) · 1995 (m-v-md-vd-gd) · 1996 (m-v-md-vd-gd) · 1997 (m-v-md-vd-gd) · 1998 (m-v-md-vd-gd) · 1999 (m-v-md-vd-gd) · 2000 (m-v-md-vd-gd) · 2001 (m-v-md-vd-gd) · 2002 (m-v-md-vd-gd) · 2003 (m-v-md-vd-gd) · 2004 (m-v-md-vd-gd) · 2005 (m-v-md-vd-gd) · 2006 (m-v-md-vd-gd) · 2007 (m-v-md-vd-gd) · 2008 (m-v-md-vd-gd) · 2009 (m-v-md-vd-gd) · 2010 (m-v-md-vd-gd) · 2011 (m-v-md-vd-gd) · 2012 (m-v-md-vd-gd) · 2013 (m-v-md-vd-gd) · 2014 (m-v-md-vd-gd) · 2015 (m-v-md-vd-gd) · 2016 (m-v-md-vd-gd) · 2017 (m-v-md-vd-gd) · 2018 (m-v-md-vd-gd) · 2019 (m-v-md-vd-gd)  · 2020 (m-v-md-vd-gd) · 2021 (m-v-md-vd-gd) · 2022 (m-v-md-vd-gd) · 2023 (m-v-md-vd-gd) · 2024 (m-v-md-vd-gd) · 2025 (m-v-md-vd-gd)
Lijst van Australian Openwinnaars